# Wlitikos Statmos
Wlitikos Statmos (gr. Βλητικός Σταθμός) – miejscowość w Grecji, w administracji zdecentralizowanej Attyka, w regionie Attyka, w jednostce regionalnej Ateny-Sektor Centralny, w gminie Kiesariani. W 2011 roku liczyła 88 mieszkańców.